# Stag film
Un stag film (també blue movie o smoker) és un tipus de pel·lícula pornogràfica produïda en secret durant els dos primers terços del segle xx. Normalment tenien certs trets. Eren breus en durada (uns 12 minuts com a màxim), eren mudes, representaven comportament sexual explícit o gràfic dirigida al públic masculí i es van produir de manera clandestina a causa de les lleis de censura. Es van projectar aquestes pel·lícules per a un públic íntegrament masculí en fraternitats o llocs similars; els observadors oferien una resposta col·lectiva estrident a la pel·lícula, intercanviant bromes sexuals i aconseguint excitació sexual. A Europa, les pel·lícules es projectaven sovint a bordells.
Els historiadors del cinema descriuen aquestes pel·lícules com una forma primitiva de cinema perquè van ser produïdes per artistes masculins anònims i aficionats que generalment van fracassar a l'hora d'aconseguir la coherència i continuïtat narrativa. Avui dia, moltes d'aquestes pel·lícules han estat arxivades pel Kinsey Institute; No obstant això, la majoria de les pel·lícules estan en deteriorades i no tenen copyright, crèdits o autoria reconeguda. L'era dels stag films va acabar a causa dels inicis de la revolució sexual als anys 60 en combinació amb les noves tecnologies de pel·lícules casolanes de les dècades posteriors a la Primera Guerra Mundial, com ara 16 mm, 8 mm, i Super 8. Els estudiosos del Kinsey Institute creuen que es van produir aproximadament 2000 pel·lícules entre 1915 i 1968.
Els stag films estatunidencs en general han començat a rebre l'atenció acadèmica a mitjans dels anys setanta per part dels estudiosos masculins principals, com a Dirty Movies de Di Lauro i Gerald Rabkin (1976), i més recentment per historiadors culturals feministes i gais com ara Hard Core: Power Pleasure, and the "Frenzy of the Visible" (1999) de Linda Williams i Homosociality in the Classical American Stag Film: Off-Screen, On-screen (2001) de Thomas Waug.

## Història

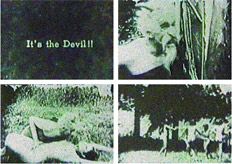
Alguns historiadors consideren que la pel·lícula argentina El Sartorio, filmada en algun moment entre 1907 i 1912, és la pel·lícula pornogràfica més antiga que es conserva.

Abans de l'abolició de la censura cinematogràfica als Estats Units i de l'acceptació general de la producció de pornografia, la pornografia era un fenomen clandestí. Els stag films eren fets per homes per a homes. La presentació pública d'aquestes pel·lícules era itinerant i es feia a través d'exposicions secretes en prostíbuls o cases de fumadors; o les pel·lícules es podien llogar per a ús privat. Els stag films eren un fenomen totalment clandestí; fins a l'era del "porno chic" dels anys setanta, el cinema sexualment explícit no obtindria cap reconeixement o discussió a la societat dominant. A diferència d'avui, la mostra de satisfacció a la pantalla, com l'orgasme masculí o femení, no era una convenció del cinema stag. En comptes d'això, hi havia el que Linda Williams va anomenar el "meat shot" (rodatge de carn), que era una representació de primer pla de les relacions sexuals genitals. Com que no hi ha cites directes ni històries orals dels participants en aquest cinema clandestí, els estudiosos del cinema entenen el que saben d'aquestes stag films principalment a través de relats escrits. Les stag films van persistir durant molt de temps, com argumenta Williams, simplement perquè estaven aïllades d'un escrutini més públic del comportament sexual.
La pel·lícula alemanya Am Abend, l'argentina El Sartorio i l'estatunidenca A Free Ride (o A Grass Sandwich), produïdes entre els anys 1907 i 1915, són tres de les primeres pel·lícules pornogràfiques de porno dur que s'han recollit al Kinsey Institute for Research in Sex, Gender, and Reproduction.

## Estudi i anàlisi

### Crítiques feministes

#### Cultura patriarcal

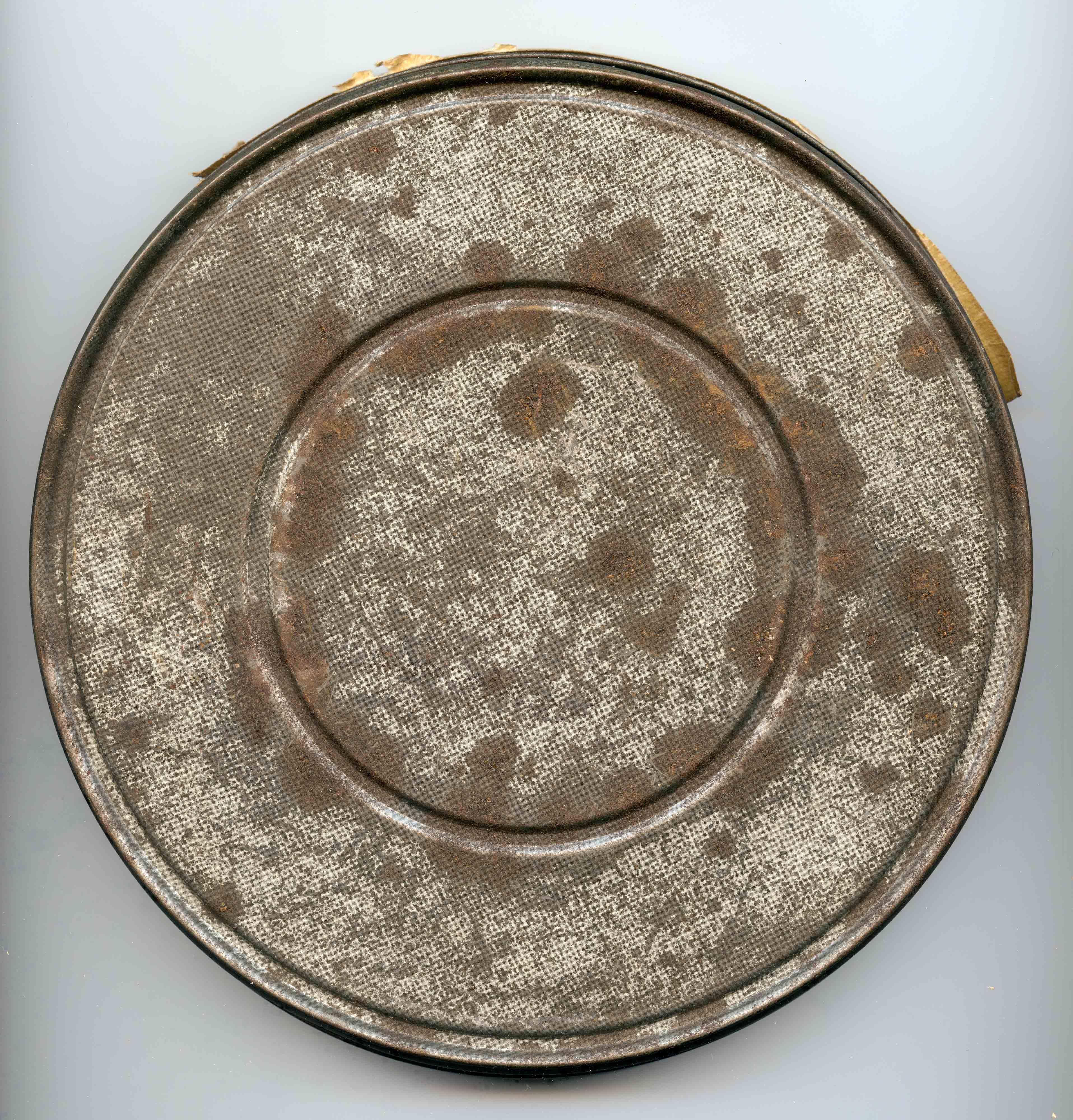
Un exemple de llauna de rodet de stag film de 16 mm en descomposició.

Segons Williams, la stag-film nord-americana demostra l'obsessió de la cultura patriarcal en una recerca desesperada del que l'estudiosa del cinema Linda Williams anomena "la 'veritat' incognoscible del sexe". En el seu capítol sobre els stag films, Williams se centra a destacar l'obsessió dels cineastes masculins anònims per la meravella desconeguda de la sexualitat femenina. Williams també argumenta que rarament es mostra un punt de vista femení dins del gènere stag films, el que fa que el cos femení es converteixi en un objecte. Tanmateix, en la seva anàlisi té en compte els parpelleigs de la sexualitat femenina i assenyala que la sexualitat no està problematitzada, a diferència de la pornografia dura dels anys setanta.
Els primers crítics del gènere, Di Lauro i Rabkin, van argumentar que els intèrprets masculins de les stag films també estan objectivats i que estan encara menys humanitzats que les dones que són el focus d'atenció perquè "com a intèrprets [homes] no són visibles en lur humanitat plena." Williams descriu aquesta defensa de la pornografia com dita que sona familiar "com la majoria de defenses d'aquest tipus, ignora l'estructura de poder més àmplia en la qual es produeix la deshumanització i l'objectivació presumiblement igualades." A partir dels estudis del crític d'art John Berger sobre les tradicions de l'art europeu de les pintures a l'oli de nus, Williams argumenta que el tema real de les stag films està en l'ull de l'espectador. El punt de vista sempre prové del fal·lus al stag film, afirma Williams, fent l'adreça predominant només als homes, i Williams argumenta que aquí és on rau el poder. A més, s'argumenta, hi ha elements misògins detectables establerts a principis d'aquest gènere que flexionen les representacions més idealitzadores i fetitxitzadores dels genitals femenins. L'acte de reunir-se col·lectivament per excitar-se davant els espectacles d'aquestes representacions explícites dels actes sexuals, és el que el teòric del cinema Thomas Waugh descriu com a "repromulgar algunes de les dinàmiques estructurals bàsiques del patriarcat, és a dir, l'intercanvi masculí en dones, en aquest cas l'intercanvi en fantasies i imatges de dones".

#### Voyeurisme
El voyeurisme és un tema evident i principal en els codis i convencions del cinema escènic. Williams argumenta que moltes stag films, com Am Abend i A Free Ride, "incorporen el voyeurisme a les seves narracions com a estratègies tant per despertar els seus personatges com per fer coincidir l'aspecte del personatge amb el de l'espectador en les seves seqüències inicials." Ho descriu com una manera perquè l'espectador s'identifiqui amb l'home que mira el cos de la dona dins de la narració que es desenvolupa. La teoria de William sobre el discurs del stag film és que "oscil·la entre la impossible relació directa entre un espectador i l'objecte exhibicionista que mira de prop i el voyeurisme ideal d'un espectador que observa un esdeveniment sexual en el qual actua un masculí substitut per a ell."

### Teoria queer

#### Homosocialitat
El professor Thomas Waugh va escriure sobre les stag films en el context de l'homosocialitat (és a dir, les relacions entre persones del mateix sexe que no són sexuals o romàntiques). Argumenta que aquest fenomen finalment aconsegueix il·luminar la masculinitat a través del "fal·lus simbòlic". En el seu assaig, Waugh argumenta que "les stag films, tant a la pantalla com fora de la pantalla, estan tenaçment compromeses amb el nucli homosocial de la masculinitat tal com es construeix a la societat nord-americana". Waugh assenyala el fet que, en la majoria dels casos, aquests artistes masculins anònims durant l'apogeu dels stag films eviten mostrar òrgans masculins a la pantalla, però fora de la pantalla hi ha un públic exclusivament masculí amb només òrgans masculins. En la seva història dels stag films, Di Lauro i Rabkin (1976) parlen amb nostàlgia del stag film com una plataforma per a la vinculació social i la companyonia entre homes. Tant Williams com Waugh coincideixen que hi ha una necessitat imperiosa que l'espectador s'identifiqui amb la resta d'homes de l'audiència, per demostrar la seva masculinitat a través de la vinculació amb altres espectadors masculins, per tal d'escapar del to homosexual de gaudir mirant els penis d'altres homes. Waugh diria que aquesta mentalitat i aquest corpus de pel·lícula eròtica underground "exposa l'espectre de la socialitat masculina, l'experiència de tenir un penis i ser blanc durant els dos primers terços del segle XX". Segons Waugh, la cultura stag era una arena en què el comportament homosocial reforçava la masculinitat en els desitjos sexuals dels homes a la cultura pop estatunidenca. Waugh també sosté que hi ha algunes subversions en aquesta dinàmica, descrivint una pel·lícula, el dibuix animat Buried Treasure (c. 1928), com un "interrogatori obert de masculinitat." Waugh també suggereix que aquest comportament està modelat no sols per la censura, sinó també per la vergonya i la negació.

## Filmografia
- Le Coucher de la mariée, França, 1896
- A Free Ride, USA, 1917–19
- Am Abend, Alemanya, 1910
- El Sartorio, Argentina, 1907–15
- Getting His Goat, USA, 1923
- The Casting Couch, USA, 1924
- La Maîtresse du Capitaine des Meydeux, França, 1924
- The Virgin with the Hot Pants, Estats Units, 1924
- Le Ménage moderne du Madame Butterfly, França, 1925
- Forbidden Daughters, USA, 1927
- Hollywood Script Girl, USA, 1928
- Le pompier des Folies Bergères, França, 1928
- Uncle Si and the Sirens, USA, c. 1928
- Buried Treasure, USA, c. 1930
- The Hypnotist, USA, c. 1930s
- The Surprise of a Knight, USA, c. 1930
- Fun and Frolic in the Photographer's Studio, USA, c. 1940s
- While the Cat's Away, USA, c. 1950s
- A Late Visitor, AMG, USA, c. 1959